# Sant Cristòfol de Cerdans
L'església de Sant Cristòfol de Cerdans, centre del veïnat amb el mateix nom Cerdans, es troba emplaçada a l'extrem nord-occidental del terme municipal d'Arbúcies, dins la reserva del Parc Natural del Montseny, adossada a l'antiga rectoria que amaga el sector de la capçalera.

## Història

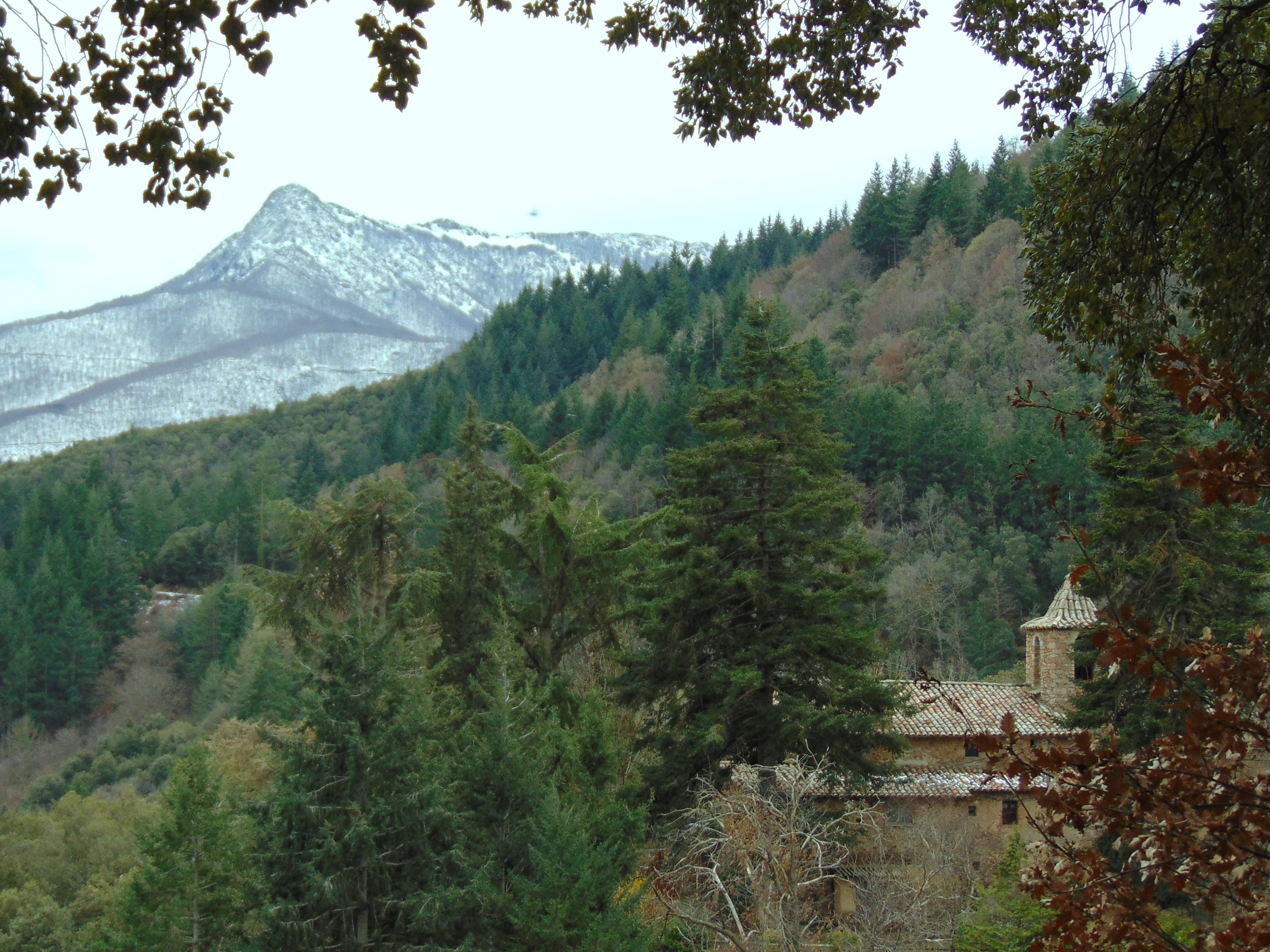
Sant Cristòfol de Cerdans i Les Agudes del Montseny al fons

D'ençà del 878 es coneixen algunes referències al lloc de Cerdans gràcies als preceptes carolingis: «villaricello que dicitur Cerdanus». L'any 951 consta entre les propietats i béns del monestir de Santa Maria de Ripoll. El 1181 consta un acord al litigi que mantenien els capellans de Cerdans i els d'Espinelves per la possessió d'uns masos. En aquesta època passà a les mans d'una branca de la família Gurb però ja en el segle xiii els documents assenyalen que formava part de la batllia d'Arbúcies, sota domini i jurisdicció dels vescomtes de Cabrera. El 1319 la parròquia fou cedida amb tota la demarcació i drets parroquials al monestir de Sant Llorenç del Munt. Durant el segle xiv fou regida per un canonge d'aquest monestir i al segle xv fou confiada a rectors veïns, sobretot d'Espinelves.

## Arquitectura
L'edifici actual és format per una nau rectangular coberta amb volta de canó reforçada per un arc toral i capçada a llevant per un absis semicircular, que s'obre a la nau per mitjà de dos plecs. L'absis és decorat amb un grup de cinc arcuacions llombardes separades per lesenes i coronades amb motllura. Les pedres que formen les arcuacions són de color vermellós; l'efecte decoratiu és remarcable. Sobre la volta de l'absis hi ha una petita torre de campanar, de base quadrada i coberta de quatre aiguavessos, de construcció més tardana. A l'interior, l'absis té centrada una finestra de doble esqueixada. Són també posteriors, les dues capelles laterals, situades a banda i banda de la nau central, les quals tenen l'aire de transsepte. La porta principal s'obra al mur de migdia, és d'arc de mig punt amb un plec a l'interior i un a l'exterior. Les façanes laterals exteriors presenten un fris decorat amb arcuacions llombardes que es repeteix a la façana de tramuntana però deixa sense decoració el mur de ponent.
L'aparell de l'edifici ha estat fet amb petits carreus força ben escairats, col·locats a trencajunts i en filades d'alçària desigual. El campanar té un aparell semblant. Les capelles laterals, per contra, han estat realitzades amb pedra molt irregular.
L'obra, en conjunt, s'avé a les formes pròpies de l'arquitectura llombarda evolucionada, de la fi del segle xi o inicis del XII.

## Creu processional
D'aquest temple procedeix una creu processional treballada en aram, conservada al Museu Episcopal de Vic catalogada amb el número d'inventari 178. És una peça tardana dins el romànic però que conserva l'esquema i la distribució del conjunt, si bé cal situar la tècnica i el disseny dels motius ornamentals dins el gòtic. La datació és de finals del segle xiii.